# Filemonbrevet
"Filemonbrevet" är en skrift som ingår i Nya Testamentet. Brevet är det kortaste av Paulus brev och är skrivet till Paulus medarbetare Filemon. Brevet skickas med Filemons troligen förrymda slav Onesimus som på något sätt kommit i kontakt med Paulus. Brevet utgör i huvudsak en bön från Paulus till vännen Filemon att denne skall behandla Onesimus inte längre som en slav utan som en kristen broder. Onesimus omnämns förutom i detta brev även i Kolosserbrevet, liksom Markus och Lukas som enligt kristen tradition författat två av de fyra evangelierna.